# (854) Фростия
(854) Фростия (лат. Frostia) — двойной астероид в поясе астероидов, найденный 3 апреля 1916 года русским астрономом Сергеем Ивановичем Белявским в Симеизской обсерватории в Крыму и названный в честь американского астронома Эдвина Бранта Фроста. Двойственность астероида была обнаружена французскими астрономами на основании изучения кривых блеска. Спутник — S/2004 (854) 1.

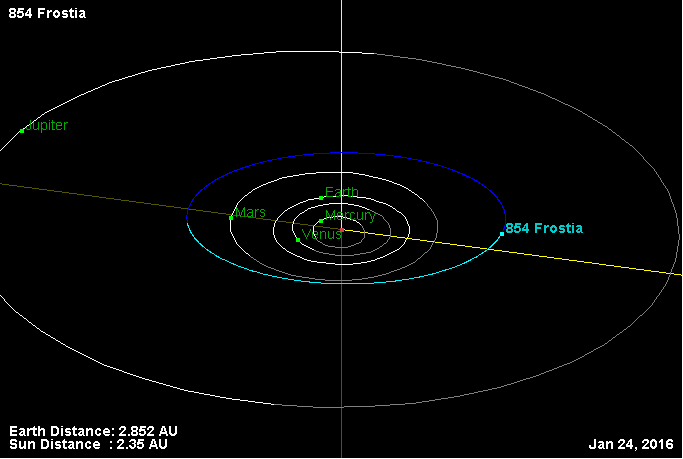
Орбита астероида Фростия и его положение в Солнечной системе